# Dolicheneum

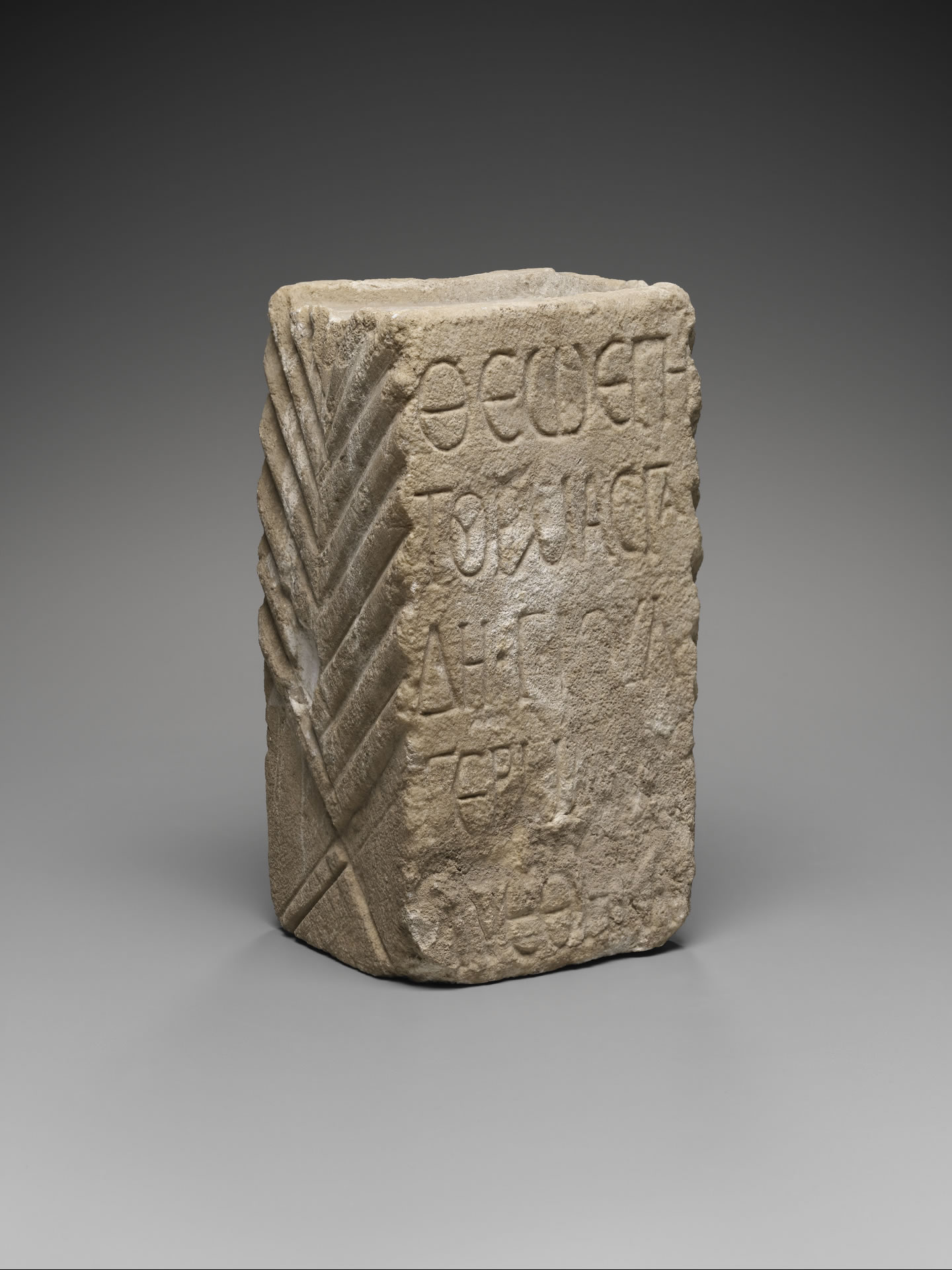
Altar des Turmasgade

Das sogenannte Dolicheneum ist ein Tempel in Dura Europos im Osten des heutigen Syrien, in dem möglicherweise Jupiter/Zeus Dolichenus verehrt wurde. Die Reste des Tempels wurden 1935/36 ausgegraben, aber nie vollständig publiziert. Weitere Untersuchungen fanden 2007 und 2008 statt.
Der Tempeleingang liegt im Süden. Der Bau besitzt einen Hof mit Säulen, in dem zwei Altäre standen. Dahinter befinden sich zwei Cellae. Der Tempel war demnach zwei Gottheiten geweiht. Um den Hof waren diverse Räume angeordnet. Einige von ihnen wiesen entlang der Wände Bänke auf. In einem Raum fanden sich auch Reste von Wandmalereien. Im und beim Tempel entdeckte man diverse Inschriften. Eine Inschrift nennt eine Göttin (Name nicht gut erhalten). Zwei Inschriften nennen den sonst wenig bekannten Berggott Turmasgade. Eine Inschrift erwähnt ihn zusammen mit Zeus Helios Mithras. Turmasgade wurde wahrscheinlich durch römische Soldaten, die in der Stadt stationiert waren, nach Dura Europos gebracht. Drei Altäre, die Jupiter Dolichenus nennen, fanden sich vor dem Bau. Wegen dieser Altäre wird der Bau als Dolicheneum bezeichnet, doch ist die Zuweisung der Altäre an den Tempel nicht zwingend, womit auch die Bezeichnung des Baues als Dolicheneum in Frage gestellt werden kann. Neben dem Tempel und mit ihm eine Einheit bildend und zur selben Zeit errichtet, befindet sich ein Privathaus, das eventuell das Wohnhaus eines Priesters war. Eine Tür verbindet beide Bauten.